# Нивиска
 Нивиска  (пол. Niwiska) — деревня в Польше, входит в Подкарпатское воеводство, Кольбушовский повят. Aдминистративный центр гмины Нивиска. Расположенa на реке Оджна.
Занимает площадь 27,83 км². Население 1560 человек (на 2009 год).
В Нивисках — двe школы

## История
Известенa с XVI века.